# Łódzki Dom Kultury

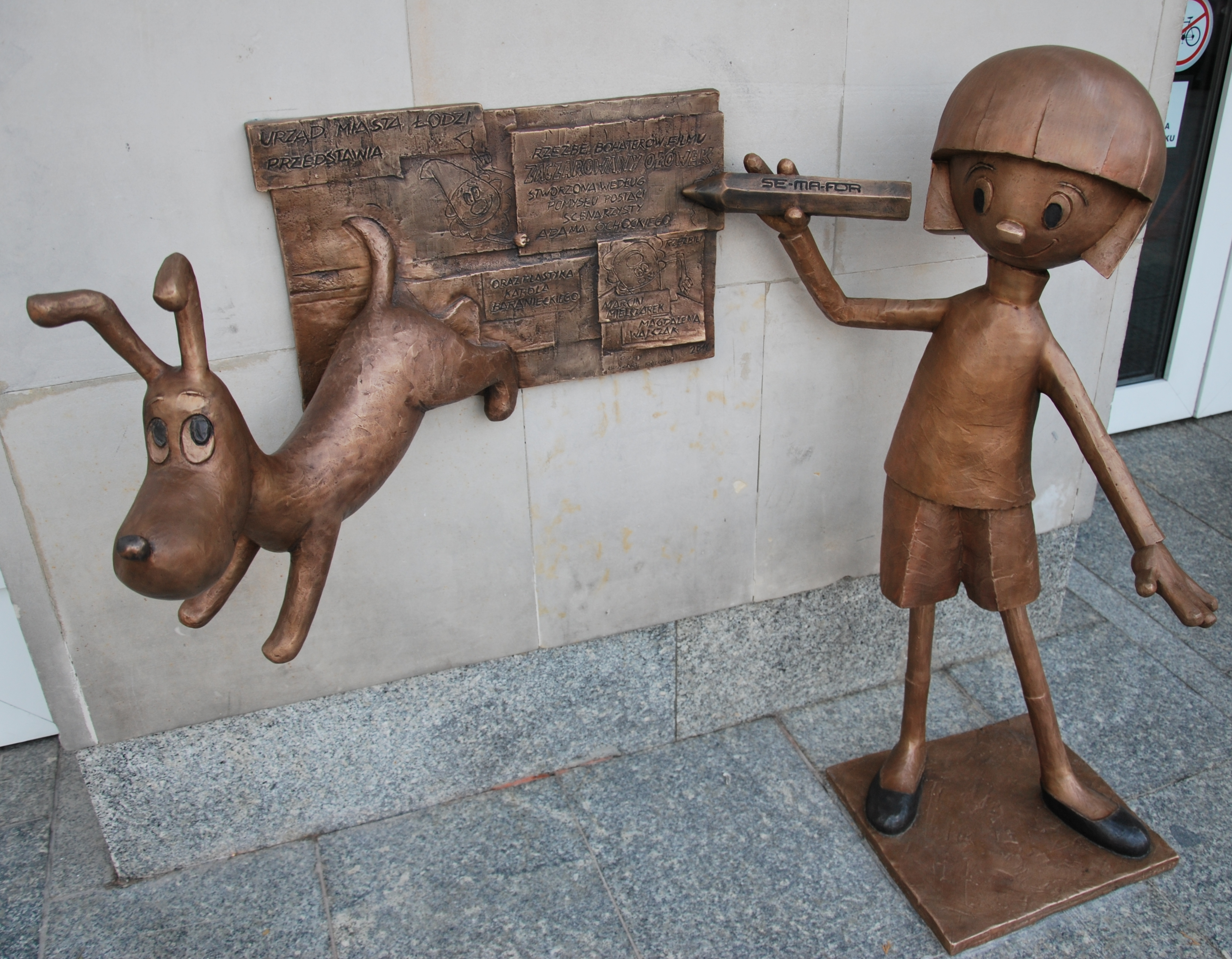
„Rzeźba bohaterów filmu Zaczarowany ołówek” przy wejściu do ŁDK

Łódzki Dom Kultury (ŁDK) – dom kultury istniejący od 1953, instytucja kultury samorządu województwa łódzkiego. Mieści się w budynku przy ul. Traugutta 18 w Łodzi.

## Historia

### Polska Ludowa
Gmach ŁDK (Dom-Pomnik im. Marszałka Józefa Piłsudskiego) powstał w latach 1935–1939 według projektu Wiesława Lisowskiego w stylu modernistycznym, a sfinansowany został ze składek łodzian. W latach 1980–1986 przeprowadzono rozbudowę budynku poprzez wzniesienie skrzydeł północnego i zachodniego, przedłużenie skrzydła południowego oraz modernizację wnętrz i obłożenie fasady płytami z piaskowca pochodzącymi z kamieniołomu w Śmiłowie (prace wykonano zgodnie z projektem Jerzego Kurmanowicza).

### III Rzeczpospolita
W grudniu 1989 do ŁDK przeniosła się „Galeria FF”, powstało stałe miejsce ekspozycyjne, a od 2001 rozpoczęły działalność dwie galerie interdyscyplinarne. Od początku istnienia ŁDK eksponował ponad 100 wystaw (oprócz Galerii FF). Pierwsze wystawy pojawiły się na początku lat 60. XX w., a z chwilą powstania w 1968 „Klubu Fotografów Amatorów ŁDK” zaczęto eksponować fotografię.
Obecnie na terenie ŁDK funkcjonuje pięć galerii: Galeria FF, Galeria Imaginarium, Galeria Nowa, Galeria Stara oraz Galeria-Kawiarnia.

#### Pomnik Józefa Piłsudskiego
W 1997 na placu przed ŁDK powstał pomnik Józefa Piłsudskiego, którego autorem był Zbigniew Władyka. W listopadzie 2007 natomiast umieszczono obok pomnika ośmiometrowe biało-czerwone maszty z trzema orłami: strzeleckim, legionowym oraz Wojska Polskiego II RP. Orły z brązu wykonała córka zmarłego rzeźbiarza – Zofia Władyka-Łuczak.

#### Pomnik bohaterów filmuZaczarowany ołówek
25 września 2011, tuż przed wejściem do Łódzkiego Domu Kultury uroczyście odsłonięto pomnik bohaterów filmu Zaczarowany ołówek. Autorami rzeźby są Magdalena Walczak, Marcin Mielczarek oraz Karol Baraniecki.

#### Remont 2018
W 2018 rozpoczęto remont oraz rozbudowę budynku. Odnowieniu mają zostać dach, okna, drzwi, elewacja, która zostanie wyczyszczona oraz podświetlona, a także fundamenty oraz piwnice, które to postanowiono przeznaczyć na pracownie. Najbardziej widocznym nowym elementem odnowionego ŁDK ma być Pasaż Kultury Województwa Łódzkiego. Przebiegający od strony tarasu  przy ul. Sienkiewicza, przez patio (używane wcześniej do celów technicznych), aż do wyjścia w stronę Dworca Łódź Fabryczna. Ma on służyć jako miejsce promocji działań kulturalnych wszystkich powiatów województwa łódzkiego. W ramach Pasażu Kultury powołana zostanie również Regionalna Informacja Kulturalna, do której zadań należeć będzie, m.in.:
- tworzenie bazy  – platformy informacyjnej
- opracowywanie kalendarium wydarzeń kulturalnych regionu łódzkiego,
- promowanie wydarzeń i inicjatyw z regionu[8].

Projekt architektoniczny ma nawiązywać do pierwotnych założeń Wiesława Lisowskiego. Współczesnym projektem zajęła się łódzka firma Design Lab Architects, natomiast kwestią jego realizacji również łódzka firma Mosaicon. Koszt całej przebudowy wyniósł 13 484 090 zł (w tym 6 517 229,73 zł dofinansowane z UE).

## Organizacja

### Sekcje
- Regionalna Informacja Kulturalna
- Dział Inicjatyw Artystycznych i Wspierania Projektów
- Zespół ds. teatralnych, w którego strukturach działają teatry:
  - Teatr Pod Lupą
  - Teatr Tańca Pro
  - Teatr California
  - Teatr PST
  - Teatr Griff
  - Teatr Etno
- Dział Dziedzictwa Kulturowego i Folkloru Regionu
- Zespół ds. Regionalnej Akademii Kadr Kultury
- Zespół Literacko-Redakcyjny
- Kalejdoskop
- Kwadratura
- Kwadraturka
- Region Kultury
- Ośrodek filmowy, w ramach którego działa Kino ŁDK posiadające dwie sale (Kino studyjne „Szpulka”[9], Kino „Przytulne”[10]).
- Dział Wystawienniczy, w którego strukturach działają galerie:
  - Galeria FF
  - Galeria Imaginarium
  - Galeria Nowa
  - Galeria Stara
  - Galeria-Kawiarnia

### Stowarzyszenia i organizacje
W ramach ŁDK funkcjonuje wiele stowarzyszeń oraz organizacji:
- Klub Podróżników
- Stowarzyszenie Plastyków Amatorów
- Towarzystwo Genealogiczne Centralnej Polski
- Towarzystwo Kultury Świeckiej im. Tadeusza Kotarbińskiego – Oddział w Łodzi
- Polskie Towarzystwo Tatrzańskie – Oddział Łódzki
- Stowarzyszenie Miłośników ERpegów i Fantastyki
- Strona Klubu Miłośników Gier Bitewnych "Ośmiornica Łódzka"
- Polski Związek Esperantystów PZE – Pola Esperanto-Asocio
- Łódzkie Towarzystwo Przyjaciół Książki
- Klub Historyczny im. gen. Stefana Roweckiego "Grota" w Łodzi
- Koło Przewodników Beskidzkich w Łodzi
- Związek Polskich Fotografów Przyrody – Okręg Łódzki
- Łódzki Fanklub Star Wars
- Stowarzyszenie Akademia Mądrego Życia
- Klub Kosmobiologii
- Koło Polskiego Związku Filatelistów Łódź-Miasto im. Czesława Danowskiego
- Polskie Towarzystwo Miłośników Kaktusów w Łodzi
- Łódzkie Stowarzyszenie Akwarystów i Terrarystów
- Łódzkie Stowarzyszenie Hodowców Kanarków i Ptaków Ozdobnych
- Stowarzyszenie Entuzjastów Kultury Japońskiej INOCHI
- Łódzki Klub Kolekcjonerów

#### Stowarzyszenia i organizacje o charakterze patriotycznym oraz kombatanckim[12]
- Stowarzyszenie Dzieci Wojny w Polsce
- Związek Żołnierzy Podziemnych Sił Zbrojnych 1944-1956
- Zrzeszenie Wolność i Niezawisłość
- Związek Legionistów Polskich i Ich Rodzin
- Związek Strzelecki Oddział w Łodzi
- Związek Żołnierzy Narodowych Sił Zbrojnych Okręg Łódzki
- Stowarzyszenie polskich kombatantów w kraju "Antyk
- Związek Inwalidów Wojennych Rzeczypospolitej Polskiej
- Światowy Związek Żołnierzy Armii Krajowej – Okręg Łódź
- Społeczny Komitet Pamięci Józefa Piłsudskiego w Łodzi
- Ogólnopolski Związek byłych Żołnierzy Konspiracyjnego Wojska Polskiego – Oddział Łódzki
- Związek Piłsudczyków Rzeczypospolitej Polskiej – Oddział Łódzki

## Imprezy cykliczne
ŁDK jest organizatorem Łódzkich Spotkań Teatralnych, Łódzkiego Przeglądu Teatrów Amatorskich „ŁóPTA”, Festiwalu Muzycznego Rockowanie, Kolorowa Lokomotywa oraz współorganizatorem Łódzkich Spotkań z Piosenką Żeglarską „Kubryk”, Łódzkiego Festiwalu Chóralnego „Cantio Lodziensis”, Międzynarodowego Festiwalu Fotografii, Festiwalu Sztuka i Dokumentacja i Light Move Festiwal. Był współorganizatorem Międzynarodowego Festiwalu Komiksu i Gier.

## Działalność wydawnicza

### Kalejdoskop
Miesięcznik o tematyce kulturalnej, na który składają się recenzje, felietony, wywiady poświęcone literaturze, sztukom plastycznym, muzyce, teatrowi i filmowi, a także turystyce. Zasadniczo wypełniają go zestawy informacji o imprezach kulturalnych organizowanych w Łodzi i województwie łódzkim, głównie kalendaria z miesięcznym repertuarem filharmonii, teatrów, kin, muzeów i galerii. Obok materiałów informacyjnych czasopismo zamieszcza artykuły o charakterze przekrojowym, które układają się w tematy przewodnie poszczególnych numerów: sytuacja bytowa ludzi kultury i sztuki, bieżące problemy łódzkich środowisk twórczych, kwestie sponsoringu itp.
Redakcję czasopisma stanowią łódzcy dziennikarze i krytycy wspierani przez pracowników merytorycznych muzeów, szkół artystycznych i ośrodków kultury działających w Łodzi. Redaktorem naczelnym Kalejdoskopu jest natomiast Łukasz Kaczyński.
Czasopismo inicjuje lub włącza się również w akcje promocyjne pomyślane jako wsparcie działań młodych artystów (m.in. Armatka Kultury).

### Kwadratura
Przy Łódzkim Domu Kultury działa  Wydawnictwo Kwadratura, które specjalizuje się w publikowaniu poezji współczesnej.

### Kwadraturka
Wydawnictwo powstałe jako poszerzenie działalności wydawniczej Łódzkiego Domu Kultury. Jego misją jest "rozpowszechnianie wartościowej literatury dla dzieci". Publikacje Kwadraturki, mają "wprowadzać najmłodszych czytelników w świat zasad i wartości oraz w dowcipny sposób uczyć, jak radzić sobie z wyzwaniami życia codziennego".
Pierwszą książką wydaną przez Kwadraturkę była O Myszce, Burku i Kiszonym Ogórku, czyli Świerszczykowe wierszyki autorstwa Jolanty Horodeckiej-Wieczorek oraz ilustracjami laureatów konkursu plastycznego, który został przygotowany dla dzieci z całego województwa łódzkiego. Publikacja ukazała się z okazji 45. "Świerszczykowych wierszyków” – regionalnego konkursu recytatorskiego dla dzieci.

## Portale internetowe
Łódzki Dom Kultury jest również odpowiedzialny, poza swoją oficjalną stroną, za prowadzenie innych portali internetowych.

### E-Kalejdoskop
Portal stanowi internetową wersję czasopisma Kalejdoskop.

### Region Kultury
Serwis informacyjny województwa łódzkiego działający od 2011. Zamieszczane materiały to w większości zapowiedzi imprez, relacje z wydarzeń, informacje o warsztatach i szkoleniach, o programach dofinansowania projektów i o wydawnictwach dokumentujących kulturę regionu. W ramach portalu działa również Forum Instytucji Kultury Województwa Łódzkiego oraz baza kultury, która stanowi zbiór informacji o miejscach kultury, ludziach, organizacjach pozarządowych i grupach artystycznych.

## Kino Łódzkiego Domu Kultury
W Łódzkim Domu Kultury mieści się ośrodek filmowy, w ramach którego działa Kino ŁDK. W programie kina dominują fabularne filmy nie-amerykańskie (głównie europejskie), a oprócz tego filmy dokumentalne, rejestracje koncertów muzycznych i pokazy filmów turystycznych. Poza nowościami odbywają się również projekcje starszych filmów. Kino zajmuje się również organizacją specjalnych pokazów na życzenie dla grup zorganizowanych oraz różnego rodzaju imprez okołofilmowych dla widzów.
Kino należy do Sieci Kin Studyjnych i Lokalnych. Posiada dwie sale:
- Kino „Szpulka”[9]
- Kino „Przytulne – rozpoczęło działalność 1 października 2014. Jest kontynuatorem działającego wcześniej Kina Kameralnego ŁDK, które istniało do wakacji 2014[10].

## Galerie

### Galeria FF
Galeria powstała z inicjatywy fotografa, prof. dr hab. Krzysztofa Cichosza w grudniu 1983 przy Dzielnicowym Domu Kultury Łódź-Widzew, gdzie działała do czerwca 1989. W grudniu 1989 galeria wznowiła działalność pod patronatem Łódzkiego Domu Kultury. Galeria FF jest najdłużej działającą galerią fotograficzną w Polsce i jedną z najstarszych w Europie.
Na wystawach w Galerii FF prezentowane są przede wszystkim prace artystów eksperymentujących z obrazem fotograficznym, i które stanowią panoramę koncepcji artystycznych z obszaru fotografii poszukującej czy neoawangardowej, nawiązując tym do awangardowej tradycji sztuki w Łodzi. Eksponowane prace nie są wyłącznie fotografiami, ale korzystają również z mediów pokrewnych, obecne były obiekty, instalacje fotograficzne jak i pokazy multimedialne. Program galerii ściśle związany jest z aktualną sytuacją kultury i kondycją środowiska artystycznego. Galeria FF, przyjmując za metodę pracy organizowanie wystaw autorskich, monotematycznych lub obrazujących indywidualną ewolucję postawy twórczej, stawia sobie za cel ukazanie współczesnej fotografii jako żywego i ważnego elementu kultury.

### Galeria Imaginarium
Galeria stawia sobie za cel prezentację prac artystów wykorzystujących najnowsze technologie w sztuce, co jest możliwe dzięki nowoczesnemu wyposażeniu. Oprócz tego jest doskonale przystosowana do ekspozycji dużych obiektów przestrzennych (rzeźby, instalacje) oraz malarstwa wielkoformatowego. Galeria ma charakter otwarty na wszelkie dokonania w sztuce współczesnej i współpracuje z najważniejszymi festiwalami w Łodzi (m.in. Międzynarodowy Festiwal Fotografii, Festiwal Sztuka i Dokumentacja, Light Move Festiwal), organizuje międzynarodowe wystawy zbiorowe, ale także monograficzne ekspozycje indywidualnych twórców.

### Galeria Stara i Galeria Nowa
Obie galerie mają charakter otwarty i pokazują dokonania twórcze ze wszystkich dziedzin: malarstwa, rzeźby, fotografii, rysunku, grafiki, instalacji i obiektów, a także multimediów. Prezentowane są w nich wystawy historyczne, ale także debiutujących artystów (np. laureatów konkursu im. Wł. Strzemińskiego organizowanego przez łódzką Akademię Sztuk Pięknych). Także w nich mają swoje wystawy artyści z województwa łódzkiego – twórcy sztuki ludowej, których prezentacje są przygotowywane przez Ośrodek Regionalny ŁDK, a także artyści, którzy żyją i tworzą w miastach i powiatach regionu.

### Galeria Kawiarnia
Mieści się we wnętrzu Restauracji-Kawiarni Łódka w ŁDK i mają tutaj miejsce bardziej kameralne prezentacje malarstwa, rysunku, fotografii i grafiki. Autorzy eksponowanych prac to debiutanci, którzy nie posiadają jeszcze dużego dorobku artystycznego, ale także artyści zrzeszeni w Klubie Plastyka Amatora i uczestnicy zajęć plastycznych w pracowniach ŁDK. Prezentowane są tutaj także wystawy towarzyszące innym wydarzeniom artystycznym, m.in. Międzynarodowemu Festiwalowi Komiksu i Gier czy Dniom Gór.